# Évolution des relations diplomatiques du Saint-Siège en 2020
Représentation actuelle du Saint-Siège
- 2016
- 2017
- 2018
- 2019
- 2020
- 2021
- 2022
- 2023
- 2024

Représentations : près le Saint-Siège, pour le Saint-Siège
Cette liste présente les évolutions des relations pour et près le Saint-Siège en 2020.

## Évolution des relations près le Saint-Siège
Le tableau suivant présente la liste des ambassadeurs accrédités près le Saint-Siège ayant pris leurs fonctions en 2020. 
| Date              | Pays                   | Nom                                          | Note |
| ----------------- | ---------------------- | -------------------------------------------- | ---- |
| 3 janvier 2020    | Costa Rica             | Federico Zamora Cordero                      |      |
| 13 janvier 2020   | Paraguay               | Alfredo Osvaldo Augusto Ratti Jaeggli        |      |
| 21 mars 2020      | Côte d'Ivoire          | Louis Léon Boguy Bony                        |      |
| 23 mai 2020       | Argentine              | María Fernanda Silva (es)                    |      |
| 27 août 2020      | Australie              | Chiara Porro (en)                            |      |
| 28 août 2020      | Timor oriental         | Juvita Rodrigues Barreto De Ataíde Gonçalves |      |
| 29 août 2020      | Japon                  | Seiji Okada (ja)                             |      |
| 4 septembre 2020  | Belgique               | Patrick Renault (nl)                         |      |
| 11 septembre 2020 | Irak                   | Rahman Farhan Abdullah Al-Ameri              |      |
| 24 septembre 2020 | République dominicaine | Eunisis Vásquez Acosta                       |      |
| 28 septembre 2020 | Union européenne       | Alexandra Valkenburg-Roelofs                 |      |

## Évolution des relations pour le Saint-Siège
Le tableau suivant présente la liste des nonces ou délégués apostoliques nommés par le Saint-Siège en 2020 pour le représenter dans différents pays et instances internationales. 
| Date              | Pays                      | Titre               | Nom                            | Nationalité |
| ----------------- | ------------------------- | ------------------- | ------------------------------ | ----------- |
| 2 janvier 2020    | Sri Lanka (en)            | Nonce apostolique   | vacant                         | vacant      |
| 11 janvier 2020   | France                    | Nonce apostolique   | Celestino Migliore             | Italie      |
| 11 janvier 2020   | Russie                    | Nonce apostolique   | vacant                         | vacant      |
| 11 janvier 2020   | Ouzbékistan (en)          | Nonce apostolique   | vacant                         | vacant      |
| 25 janvier 2020   | Zimbabwe (en)             | Nonce apostolique   | Paolo Rudelli                  | Italie      |
| 31 janvier 2020   | Grande-Bretagne           | Nonce apostolique   | vacant                         | vacant      |
| 1er février 2020  | Burkina Faso (en)         | Nonce apostolique   | Michael Francis Crotty         | Irlande     |
| 22 février 2020   | Argentine (en)            | Nonce apostolique   | Mirosław Adamczyk              | Pologne     |
| 22 février 2020   | Panama (en)               | Nonce apostolique   | vacant                         | vacant      |
| 31 mars 2020      | Soudan (en)               | Nonce apostolique   | Luís Miguel Muñoz Cárdaba (en) | Espagne     |
| 31 mars 2020      | Érythrée (en)             | Nonce apostolique   | Luís Miguel Muñoz Cárdaba (en) | Espagne     |
| 17 avril 2020     | Samoa (en)                | Nonce apostolique   | Novatus Rugambwa               | Tanzanie    |
| 17 avril 2020     | Guatemala (en)            | Nonce apostolique   | Francisco Montecillo Padilla   | Philippines |
| 17 avril 2020     | Koweït (en)               | Nonce apostolique   | vacant                         | vacant      |
| 17 avril 2020     | Bahreïn (en)              | Nonce apostolique   | vacant                         | vacant      |
| 17 avril 2020     | Émirats arabes unis (en)  | Nonce apostolique   | vacant                         | vacant      |
| 17 avril 2020     | Yémen (en)                | Nonce apostolique   | vacant                         | vacant      |
| 17 avril 2020     | Qatar (en)                | Nonce apostolique   | vacant                         | vacant      |
| 17 avril 2020     | Péninsule arabique        | Délégué apostolique | vacant                         | vacant      |
| 25 avril 2020     | Niger (en)                | Nonce apostolique   | Michael Francis Crotty         | Irlande     |
| 1er mai 2020      | Irak (en)                 | Nonce apostolique   | Mitja Leskovar                 | Slovénie    |
| 3 mai 2020        | Ghana (en)                | Nonce apostolique   | Henryk Jagodziński             | Pologne     |
| 21 mai 2020       | Biélorussie (en)          | Nonce apostolique   | Ante Jozić                     | Croatie     |
| 1er juin 2020     | Russie                    | Nonce apostolique   | Giovanni d'Aniello             | Italie      |
| 1er juin 2020     | Brésil (en)               | Nonce apostolique   | vacant                         | vacant      |
| 13 juin 2020      | Sri Lanka (en)            | Nonce apostolique   | Brian Udaigwe                  | Nigeria     |
| 13 juin 2020      | Bénin                     | Nonce apostolique   | vacant                         | vacant      |
| 13 juin 2020      | Togo                      | Nonce apostolique   | vacant                         | vacant      |
| 4 juillet 2020    | Grande-Bretagne           | Nonce apostolique   | Claudio Gugerotti              | Italie      |
| 4 juillet 2020    | Ukraine (en)              | Nonce apostolique   | vacant                         | vacant      |
| 22 août 2020      | Panama (en)               | Nonce apostolique   | Luciano Russo                  | Italie      |
| 22 août 2020      | Algérie                   | Nonce apostolique   | vacant                         | vacant      |
| 22 août 2020      | Tunisie                   | Nonce apostolique   | vacant                         | vacant      |
| 29 août 2020      | Brésil (en)               | Nonce apostolique   | Giambattista Diquattro         | Italie      |
| 29 août 2020      | Inde (en)                 | Nonce apostolique   | vacant                         | vacant      |
| 29 août 2020      | Népal (en)                | Nonce apostolique   | vacant                         | vacant      |
| 8 septembre 2020  | Japon (en)                | Nonce apostolique   | vacant                         | vacant      |
| 21 septembre 2020 | Angola (en)               | Nonce apostolique   | Giovanni Gaspari               | Italie      |
| 21 septembre 2020 | Sao Tomé-et-Principe (en) | Nonce apostolique   | Giovanni Gaspari               | Italie      |
| 28 septembre 2020 | Philippines (en)          | Nonce apostolique   | Charles John Brown             | États-Unis  |
| 28 septembre 2020 | Albanie (en)              | Nonce apostolique   | vacant                         | vacant      |
| 29 septembre 2020 | Malaisie (en)             | Nonce apostolique   | Wojciech Załuski               | Pologne     |
| 29 septembre 2020 | Timor oriental (en)       | Nonce apostolique   | Wojciech Załuski               | Pologne     |
| 29 septembre 2020 | Brunei (en)               | Délégué apostolique | Wojciech Załuski               | Pologne     |
| 29 septembre 2020 | Burundi                   | Nonce apostolique   | vacant                         | vacant      |
| 16 novembre 2020  | Union européenne          | Nonce apostolique   | vacant                         | vacant      |
| 10 décembre 2020  | Albanie (en)              | Nonce apostolique   | Luigi Bonazzi                  | Italie      |
| 10 décembre 2020  | Canada                    | Nonce apostolique   | vacant                         | vacant      |

## Composition du corps diplomatique du Saint-Siège au 31 décembre 2020
| Pays                                  | Représentation          | Représentant                   | Nomination        |
| ------------------------------------- | ----------------------- | ------------------------------ | ----------------- |
| Afrique du Sud                        | Nonce apostolique       | Peter Bryan Wells              | 9 février 2016    |
| Albanie (en)                          | Nonce apostolique       | Luigi Bonazzi                  | 10 décembre 2020  |
| Algérie                               | Nonce apostolique       | vacant                         | 22 août 2020      |
| Allemagne                             | Nonce apostolique       | Nikola Eterović                | 21 septembre 2013 |
| Andorre (en)                          | Nonce apostolique       | Bernardito Auza                | 1er octobre 2019  |
| Angola (en)                           | Nonce apostolique       | Giovanni Gaspari               | 21 septembre 2020 |
| Antigua-et-Barbuda (en)               | Nonce apostolique       | Fortunatus Nwachukwu           | 4 novembre 2017   |
| Antilles                              | Délégué apostolique     | Fortunatus Nwachukwu           | 4 novembre 2017   |
| Argentine (en)                        | Nonce apostolique       | Mirosław Adamczyk              | 22 février 2020   |
| Arménie (en)                          | Nonce apostolique       | José Avelino Bettencourt       | 1er mars 2018     |
| ASEAN                                 | Nonce apostolique       | Piero Pioppo                   | 19 mars 2018      |
| Australie (en)                        | Nonce apostolique       | Adolfo Tito Yllana             | 17 février 2015   |
| Autriche (en)                         | Nonce apostolique       | Pedro López Quintana           | 4 mars 2019       |
| Azerbaïdjan (en)                      | Nonce apostolique       | Paul Fitzpatrick Russell       | 7 avril 2018      |
| Bahamas (en)                          | Nonce apostolique       | Fortunatus Nwachukwu           | 27 février 2018   |
| Bahreïn (en)                          | Nonce apostolique       | vacant                         | 17 avril 2020     |
| Bangladesh (en)                       | Nonce apostolique       | George Kocherry                | 6 juillet 2013    |
| Barbade (en)                          | Nonce apostolique       | Fortunatus Nwachukwu           | 4 novembre 2017   |
| Belgique (en)                         | Nonce apostolique       | Augustine Kasujja              | 12 octobre 2016   |
| Belize (en)                           | Nonce apostolique       | Fortunatus Nwachukwu           | 8 septembre 2018  |
| Bénin                                 | Nonce apostolique       | vacant                         | 13 juin 2020      |
| Biélorussie (en)                      | Nonce apostolique       | Ante Jozić                     | 21 mai 2020       |
| Birmanie (en)                         | Nonce apostolique       | Paul Tschang In-Nam            | 12 août 2017      |
| Bolivie (en)                          | Nonce apostolique       | Angelo Accattino               | 12 septembre 2017 |
| Bosnie-Herzégovine (en)               | Nonce apostolique       | Luigi Pezzuto                  | 17 novembre 2012  |
| Botswana                              | Nonce apostolique       | Peter Bryan Wells              | 9 février 2016    |
| Brésil (en)                           | Nonce apostolique       | Giambattista Diquattro         | 29 août 2020      |
| Brunei (en)                           | Délégué apostolique     | Wojciech Załuski               | 29 septembre 2020 |
| Bulgarie (en)                         | Nonce apostolique       | Anselmo Guido Pecorari         | 25 avril 2014     |
| Burkina Faso (en)                     | Nonce apostolique       | Michael Francis Crotty         | 1er février 2020  |
| Burundi                               | Nonce apostolique       | vacant                         | 29 septembre 2020 |
| Cambodge (en)                         | Nonce apostolique       | Paul Tschang In-Nam            | 4 août 2012       |
| Cameroun                              | Nonce apostolique       | Julio Murat                    | 24 mars 2018      |
| Canada                                | Nonce apostolique       | vacant                         | 10 décembre 2020  |
| Cap-Vert                              | Nonce apostolique       | Michael Banach                 | 9 juillet 2016    |
| République centrafricaine             | Nonce apostolique       | Santiago de Wit Guzmán         | 21 mars 2017      |
| Chili (en)                            | Nonce apostolique       | Alberto Ortega Martín          | 7 octobre 2019    |
| Chine (en)                            | fonction supprimée      | vacant                         | 25 mars 1979      |
| Colombie (en)                         | Nonce apostolique       | Luis Mariano Montemayor        | 27 septembre 2018 |
| Comores (en)                          | Délégué apostolique     | Paolo Rocco Gualtieri          | 13 novembre 2015  |
| Congo                                 | Nonce apostolique       | Francisco Escalante Molina     | 19 mars 2016      |
| République démocratique du Congo (en) | Nonce apostolique       | Ettore Balestrero              | 6 juillet 2018    |
| Îles Cook (en)                        | Nonce apostolique       | vacant                         | 16 juin 2018      |
| Corée du Sud (en)                     | Nonce apostolique       | Alfred Xuereb                  | 26 février 2018   |
| Costa Rica (en)                       | Nonce apostolique       | Bruno Musarò                   | 29 août 2019      |
| Côte d'Ivoire                         | Nonce apostolique       | Paolo Borgia                   | 28 octobre 2019   |
| Croatie (en)                          | Nonce apostolique       | Giorgio Lingua                 | 22 juillet 2019   |
| Cuba (en)                             | Nonce apostolique       | Giampiero Gloder               | 11 octobre 2019   |
| Chypre (en)                           | Nonce apostolique       | Leopoldo Girelli               | 15 septembre 2017 |
| Danemark (en)                         | Nonce apostolique       | James Patrick Green            | 13 juin 2017      |
| Djibouti                              | Nonce apostolique       | Antoine Camilleri              | 31 octobre 2019   |
| République dominicaine (en)           | Nonce apostolique       | Ghaleb Bader                   | 24 août 2017      |
| Dominique (en)                        | Nonce apostolique       | Fortunatus Nwachukwu           | 4 novembre 2017   |
| Équateur (en)                         | Nonce apostolique       | Andrés Carrascosa Coso         | 22 juin 2017      |
| Égypte                                | Nonce apostolique       | Nicolas Thevenin               | 4 novembre 2019   |
| Émirats arabes unis (en)              | Nonce apostolique       | vacant                         | 17 avril 2020     |
| Érythrée (en)                         | Nonce apostolique       | Luís Miguel Muñoz Cárdaba (en) | 31 mars 2020      |
| Espagne                               | Nonce apostolique       | Bernardito Auza                | 1er octobre 2019  |
| Estonie (en)                          | Nonce apostolique       | Petar Rajič                    | 6 août 2019       |
| Eswatini (en)                         | Nonce apostolique       | Peter Bryan Wells              | 13 juin 2016      |
| Éthiopie (en)                         | Nonce apostolique       | Antoine Camilleri              | 31 octobre 2019   |
| États-Unis                            | Nonce apostolique       | Christophe Pierre              | 12 avril 2016     |
| Fidji (en)                            | Nonce apostolique       | Novatus Rugambwa               | 25 mai 2019       |
| Finlande (en)                         | Nonce apostolique       | James Patrick Green            | 12 octobre 2017   |
| France                                | Nonce apostolique       | Celestino Migliore             | 11 janvier 2020   |
| Gabon (en)                            | Nonce apostolique       | Francisco Escalante Molina     | 21 mai 2016       |
| Gambie                                | Nonce apostolique       | Dagoberto Campos Salas         | 17 août 2018      |
| Géorgie (en)                          | Nonce apostolique       | José Avelino Bettencourt       | 8 mars 2018       |
| Ghana (en)                            | Nonce apostolique       | Henryk Jagodziński             | 3 mai 2020        |
| Grande-Bretagne                       | Nonce apostolique       | Claudio Gugerotti              | 4 juillet 2020    |
| Grèce (en)                            | Nonce apostolique       | Savio Hon Tai-Fai              | 28 septembre 2017 |
| Grenade (en)                          | Nonce apostolique       | Fortunatus Nwachukwu           | 27 février 2018   |
| Guatemala (en)                        | Nonce apostolique       | Francisco Montecillo Padilla   | 17 avril 2020     |
| Guinée (en)                           | Nonce apostolique       | Tymon Tytus Chmielecki         | 26 mars 2019      |
| Guinée-Bissau (en)                    | Nonce apostolique       | Michael Banach                 | 22 août 2016      |
| Guinée équatoriale (en)               | Nonce apostolique       | Julio Murat                    | 29 mars 2018      |
| Guyana (en)                           | Nonce apostolique       | Fortunatus Nwachukwu           | 4 novembre 2017   |
| Haïti                                 | Nonce apostolique       | Eugene Nugent                  | 10 janvier 2015   |
| Honduras (en)                         | Nonce apostolique       | Gábor Pintér                   | 12 novembre 2019  |
| Hongrie                               | Nonce apostolique       | Michael August Blume           | 4 juillet 2018    |
| Inde (en)                             | Nonce apostolique       | vacant                         | 29 août 2020      |
| Indonésie (en)                        | Nonce apostolique       | Piero Pioppo                   | 8 septembre 2017  |
| Iran (en)                             | Nonce apostolique       | Leo Boccardi                   | 11 juillet 2013   |
| Irak (en)                             | Nonce apostolique       | Mitja Leskovar                 | 1er mai 2020      |
| Irlande (en)                          | Nonce apostolique       | Thaddeus Okolo                 | 13 mai 2017       |
| Islande (en)                          | Nonce apostolique       | James Patrick Green            | 6 avril 2017      |
| Israël (en)                           | Nonce apostolique       | Leopoldo Girelli               | 13 septembre 2017 |
| Italie (en)                           | Nonce apostolique       | Emil Paul Tscherrig            | 12 septembre 2017 |
| Jamaïque (en)                         | Nonce apostolique       | Fortunatus Nwachukwu           | 4 novembre 2017   |
| Japon (en)                            | Nonce apostolique       | vacant                         | 8 septembre 2020  |
| Jérusalem et Palestine (en)           | Délégué apostolique     | Leopoldo Girelli               | 13 septembre 2017 |
| Jordanie (en)                         | Nonce apostolique       | vacant                         | 7 octobre 2019    |
| Kazakhstan (en)                       | Nonce apostolique       | Francis Assisi Chullikatt      | 30 avril 2016     |
| Kenya (en)                            | Nonce apostolique       | Hubertus van Megen             | 16 février 2019   |
| Kiribati (en)                         | Nonce apostolique       | Novatus Rugambwa               | 30 novembre 2019  |
| Kosovo (en)                           | Délégué apostolique     | Jean-Marie Speich              | 19 mars 2019      |
| Koweït (en)                           | Nonce apostolique       | vacant                         | 17 avril 2020     |
| Kirghizistan (en)                     | Nonce apostolique       | Francis Assisi Chullikatt      | 24 juin 2016      |
| Laos (en)                             | Délégué apostolique     | Paul Tschang In-Nam            | 4 août 2012       |
| Lesotho (en)                          | Nonce apostolique       | Peter Bryan Wells              | 13 février 2016   |
| Lettonie (en)                         | Nonce apostolique       | Petar Rajič                    | 6 août 2019       |
| Liban (en)                            | Nonce apostolique       | Joseph Spiteri                 | 7 mars 2018       |
| Liberia (en)                          | Nonce apostolique       | Dagoberto Campos Salas         | 28 juillet 2018   |
| Libye                                 | Nonce apostolique       | Alessandro D'Errico            | 10 juin 2017      |
| Liechtenstein (en)                    | Nonce apostolique       | Thomas Edward Gullickson       | 5 septembre 2015  |
| Ligue arabe                           | Délégué apostolique     | Nicolas Thevenin               | 4 novembre 2019   |
| Lituanie (en)                         | Nonce apostolique       | Petar Rajič                    | 15 juin 2019      |
| Luxembourg (en)                       | Nonce apostolique       | Augustine Kasujja              | 7 décembre 2016   |
| Macédoine (en)                        | Nonce apostolique       | Anselmo Guido Pecorari         | 11 juillet 2014   |
| Madagascar (en)                       | Nonce apostolique       | Paolo Rocco Gualtieri          | 13 avril 2015     |
| Malawi (en)                           | Nonce apostolique       | Gianfranco Gallone             | 8 mai 2019        |
| Malaisie (en)                         | Nonce apostolique       | Wojciech Załuski               | 29 septembre 2020 |
| Mali (en)                             | Nonce apostolique       | Tymon Tytus Chmielecki         | 26 mars 2019      |
| Malte                                 | Nonce apostolique       | Alessandro D'Errico            | 27 avril 2017     |
| Maroc (en)                            | Nonce apostolique       | Vito Rallo                     | 12 décembre 2015  |
| Îles Marshall (en)                    | Nonce apostolique       | Novatus Rugambwa               | 30 novembre 2019  |
| Mauritanie (en)                       | Nonce apostolique       | Michael Banach                 | 13 mai 2017       |
| Maurice (en)                          | Nonce apostolique       | Paolo Rocco Gualtieri          | 24 octobre 2015   |
| Mexique (en)                          | Nonce apostolique       | Franco Coppola                 | 9 juillet 2016    |
| Micronésie (en)                       | Nonce apostolique       | vacant                         | 16 juin 2018      |
| Moldavie (en)                         | Nonce apostolique       | Miguel Maury Buendía           | 25 janvier 2016   |
| Monaco (en)                           | Nonce apostolique       | Antonio Arcari                 | 25 mai 2019       |
| Mongolie (en)                         | Nonce apostolique       | Alfred Xuereb                  | 26 février 2018   |
| Monténégro (en)                       | Nonce apostolique       | Luigi Pezzuto                  | 17 novembre 2012  |
| Mozambique (en)                       | Nonce apostolique       | Piergiorgio Bertoldi           | 19 mars 2019      |
| Namibie (en)                          | Nonce apostolique       | Peter Bryan Wells              | 13 février 2016   |
| Nations unies - New York              | Observateur permanent   | Gabriele Caccia                | 16 novembre 2019  |
| Nations unies - Genève                | Observateur permanent   | Ivan Jurkovič                  | 13 février 2016   |
| Nauru (en)                            | Nonce apostolique       | Novatus Rugambwa               | 30 novembre 2019  |
| Népal (en)                            | Nonce apostolique       | vacant                         | 29 août 2020      |
| Nicaragua (en)                        | Nonce apostolique       | Waldemar Stanisław Sommertag   | 15 février 2018   |
| Niger (en)                            | Nonce apostolique       | Michael Francis Crotty         | 25 avril 2020     |
| Nigeria (en)                          | Nonce apostolique       | Antonio Guido Filipazzi        | 26 avril 2017     |
| Norvège (en)                          | Nonce apostolique       | James Patrick Green            | 18 octobre 2017   |
| Nouvelle-Zélande (en)                 | Nonce apostolique       | Novatus Rugambwa               | 29 mars 2019      |
| Ouganda (en)                          | Nonce apostolique       | Luigi Bianco                   | 4 février 2019    |
| Ouzbékistan (en)                      | Nonce apostolique       | vacant                         | 11 janvier 2020   |
| Pacifique - Océanie                   | Délégué apostolique     | Novatus Rugambwa               | 29 mars 2019      |
| Pakistan (en)                         | Nonce apostolique       | Christophe Zakhia El-Kassis    | 24 novembre 2018  |
| Palaos (en)                           | Nonce apostolique       | Novatus Rugambwa               | 25 mai 2019       |
| Panama (en)                           | Nonce apostolique       | Luciano Russo                  | 22 août 2020      |
| Papouasie-Nouvelle-Guinée (en)        | Nonce apostolique       | Kurian Mathew Vayalunkal       | 3 mai 2016        |
| Paraguay (en)                         | Nonce apostolique       | Eliseo Antonio Ariotti         | 5 novembre 2009   |
| Pays-Bas (en)                         | Nonce apostolique       | Aldo Cavalli                   | 21 mars 2015      |
| Péninsule arabique                    | Délégué apostolique     | vacant                         | 17 avril 2020     |
| Pérou (en)                            | Nonce apostolique       | Nicolas Girasoli               | 16 juin 2017      |
| Philippines (en)                      | Nonce apostolique       | Charles John Brown             | 28 septembre 2020 |
| Pologne                               | Nonce apostolique       | Salvatore Pennacchio           | 6 août 2016       |
| Porto Rico (en)                       | Délégué apostolique     | Ghaleb Bader                   | 24 août 2017      |
| Portugal (en)                         | Nonce apostolique       | Ivo Scapolo                    | 29 août 2019      |
| Qatar (en)                            | Nonce apostolique       | vacant                         | 17 avril 2020     |
| Roumanie                              | Nonce apostolique       | Miguel Maury Buendía           | 5 décembre 2015   |
| Russie                                | Nonce apostolique       | Giovanni d'Aniello             | 1er juin 2020     |
| Rwanda                                | Nonce apostolique       | Andrzej Józwowicz              | 18 mars 2017      |
| Saint-Christophe-et-Niévès (en)       | Nonce apostolique       | Fortunatus Nwachukwu           | 4 novembre 2017   |
| Sainte-Lucie (en)                     | Nonce apostolique       | Fortunatus Nwachukwu           | 27 février 2018   |
| Saint-Vincent-et-les-Grenadines (en)  | Nonce apostolique       | Fortunatus Nwachukwu           | 4 novembre 2017   |
| Salvador                              | Nonce apostolique       | Santo Rocco Gangemi            | 25 mai 2018       |
| Samoa (en)                            | Nonce apostolique       | Novatus Rugambwa               | 17 avril 2020     |
| Saint-Marin (en)                      | Nonce apostolique       | Emil Paul Tscherrig            | 12 septembre 2017 |
| Sao Tomé-et-Principe (en)             | Nonce apostolique       | Giovanni Gaspari               | 21 septembre 2020 |
| Sénégal                               | Nonce apostolique       | Michael Banach                 | 19 mars 2016      |
| Serbie                                | Nonce apostolique       | Luciano Suriani                | 7 décembre 2015   |
| Seychelles (en)                       | Nonce apostolique       | Paolo Rocco Gualtieri          | 26 septembre 2015 |
| Sierra Leone (en)                     | Nonce apostolique       | Dagoberto Campos Salas         | 17 novembre 2018  |
| Singapour (en)                        | Nonce apostolique       | Marek Zalewski                 | 21 mai 2018       |
| Slovaquie (en)                        | Nonce apostolique       | Giacomo Guido Ottonello        | 1er avril 2017    |
| Slovénie                              | Nonce apostolique       | Jean-Marie Speich              | 19 mars 2019      |
| Îles Salomon (en)                     | Nonce apostolique       | Kurian Mathew Vayalunkal       | 21 septembre 2016 |
| Somalie (en)                          | Délégué apostolique     | Antoine Camilleri              | 31 octobre 2019   |
| Soudan du Sud (en)                    | Nonce apostolique       | Hubertus van Megen             | 19 mars 2019      |
| Soudan (en)                           | Nonce apostolique       | Luís Miguel Muñoz Cárdaba (en) | 31 mars 2020      |
| Sri Lanka (en)                        | Nonce apostolique       | Brian Udaigwe                  | 13 juin 2020      |
| Suriname (en)                         | Nonce apostolique       | Fortunatus Nwachukwu           | 9 mars 2018       |
| Suède (en)                            | Nonce apostolique       | James Patrick Green            | 6 avril 2017      |
| Suisse                                | Nonce apostolique       | Thomas Edward Gullickson       | 5 septembre 2015  |
| Syrie (en)                            | Nonce apostolique       | Mario Zenari                   | 30 décembre 2008  |
| Tadjikistan (en)                      | Nonce apostolique       | Francis Assisi Chullikatt      | 30 avril 2016     |
| Tanzanie (en)                         | Nonce apostolique       | Marek Solczyński               | 25 avril 2017     |
| Tchad (en)                            | Nonce apostolique       | Santiago De Wit Guzmán         | 25 mars 2017      |
| République tchèque                    | Nonce apostolique       | Charles Daniel Balvo           | 21 septembre 2018 |
| Thaïlande (en)                        | Nonce apostolique       | Paul Tschang In-Nam            | 4 août 2012       |
| Timor oriental (en)                   | Nonce apostolique       | Wojciech Załuski               | 29 septembre 2020 |
| Togo                                  | Nonce apostolique       | vacant                         | 13 juin 2020      |
| Tonga (en)                            | Nonce apostolique       | Novatus Rugambwa               | 30 novembre 2019  |
| Trinité-et-Tobago (en)                | Nonce apostolique       | Fortunatus Nwachukwu           | 4 novembre 2017   |
| Tunisie                               | Nonce apostolique       | vacant                         | 22 août 2020      |
| Turquie (en)                          | Nonce apostolique       | Paul Fitzpatrick Russell       | 19 mars 2016      |
| Turkménistan (en)                     | Nonce apostolique       | Paul Fitzpatrick Russell       | 19 mars 2016      |
| Ukraine (en)                          | Nonce apostolique       | vacant                         | 4 juillet 2020    |
| Union européenne                      | Nonce apostolique       | Alain Lebeaupin                | 23 juin 2012      |
| Uruguay (en)                          | Nonce apostolique       | Martin Krebs                   | 16 juin 2018      |
| Vanuatu (en)                          | Nonce apostolique       | vacant                         | 16 juin 2018      |
| Venezuela (en)                        | Nonce apostolique       | Aldo Giordano                  | 26 octobre 2013   |
| Viêt Nam (en)                         | Représentant pontifical | Marek Zalewski                 | 21 mai 2018       |
| Yémen (en)                            | Nonce apostolique       | vacant                         | 17 avril 2020     |
| Zambie                                | Nonce apostolique       | Gianfranco Gallone             | 2 février 2019    |
| Zimbabwe (en)                         | Nonce apostolique       | Paolo Rudelli                  | 25 janvier 2020   |

### Sources
- Bulletins de la salle de presse du Saint-Siège en 2020
- Postes diplomatiques de la Curie sur catholic-hierarchy.org